# Laurette Luez
Laurette Luez (eigentlich Loretta Mary Luiz; * 19. August 1928 in Honolulu, Hawaii; † 12. September 1999 in Milton, Florida) war eine US-amerikanische Schauspielerin. Ihre Karriere dauerte von 1944 bis 1964 an.

## Leben
Laurette Luez war eines von drei Kindern der Vaudeville-Künstler Frank und Francesca Luiz. Während ihr Vater aus Hawaii stammte und portugiesische Wurzeln hatte, stammte die Mutter aus Australien. Luez trat bereits seit ihrem dritten Lebensjahr als Tänzerin in Shows ihrer Eltern auf. 1935 zog die Familie nach Los Angeles.
Ihr Filmdebüt gab Luez 1944 in einer Statistenrolle in Dr. Wassells Flucht aus Java. Es folgten weitere Kleinstrollen in Filmen wie Anna und der König von Siam oder Die Ungetreue. Ihre erste größere Rolle hatte sie 1950 als Gangsterbraut Marla Rakubian im Film noir Opfer der Unterwelt. Im selben Jahr war Luez als Laluli im Abenteuerfilm Kim – Geheimdienst in Indien zu sehen. 1964 beendete sie ihre Laufbahn als Schauspielerin nach fast 30 Auftritten in Filmen und Fernsehserien.
Laurette Luez war viermal verheiratet, alle Ehen wurden geschieden. Sie hatte einen Sohn aus erster Ehe und zwei weitere Kinder aus ihrer vierten Ehe. 1990 lebte Luez in Los Feliz, ihre letzten Lebensjahre verbrachte sie in Milton im Bundesstaat Florida. Dort starb Luez am 12. September 1999 im Alter von 71 Jahren. Eine Todesursache wurde nicht bekannt gegeben. Ihre Grabstätte befindet sich auf dem Serenity Gardens Cemetery in Milton.

## Filmografie (Auswahl)
- 1944: Dr. Wassells Flucht aus Java (The Story of Dr. Wassell)
- 1946: Anna und der König von Siam (Anna and the King of Siam)
- 1948: Die Ungetreue (Unfaithfully Yours)
- 1950: Opfer der Unterwelt (D.O.A.)
- 1950: Killer Shark
- 1950: Amazonen des Urwalds (Prehistoric Women)
- 1950: Kim – Geheimdienst in Indien (Rudyard Kipling’s Kim)
- 1954: Das Tal der Könige (Valley of the Kings)
- 1954: Die Tochter des Kalifen (The Adventures of Hajji Baba)
- 1961: Mandelaugen und Lotosblüten (Flower Drum Song)